# Orbán-kereszt

Az Orbán-kereszt egy Szent Orbán emlékére állított kereszt Szentendrén. Az Orbán téren helyezkedik el.

## Története
1910-ben állították, harminc évvel a filoxéra szentendrei pusztítása után. Sokak szerint ez a kereszt a belváros legészakibb pontja. Mellette folyik el a Sztaravoda-patak.
Védett műemlék. Alkotója ismeretlen.
Anyaga kő, illetve a Jézus fején álló korona bronzból van. 